# Terrorista (canción)
«Terrorista» es una canción de la banda chilena de Nu metal Rekiem, fue compuesta por Julián Durney al igual que muchas de las canciones de la banda, esta es una de las pocas canciones (y al parecer la única) en la que hay solos de guitarras, que tiene una duración de 30 segundos exactamente.
- Datos: Q6143394